# Jakob Fort
Jakob Larsen Fort (* 1999) ist ein norwegischer Schauspieler.

## Leben
Fort wuchs im Osloer Stadtteil Grünerløkka auf. Er besuchte den Dramazweig der Hartvig-Nissen-Schule, einer weiterführenden Schule in Oslo. Ein Schauspielstudium begann er nach eigenen Aussagen bewusst nicht, da er dazu keine Motivation habe. Sein TV-Debüt gab er 2018 in der NRK-Jugendserie Blank. Im Jahr darauf wirkte er an der Antiteateret-Vorstellung Før vi dør mit. In der im Jahr 2020 erstmals ausgestrahlten Adventskalender-Serie Stjernestøv spielte er die Figur Kalle. Seine erste Hauptrolle in einer größeren TV-Produktion hatte er in Alt du elsker. In der Serie übernahm Fort die Rolle des Jonas, der sich im rechten Umfeld radikalisiert.
Im Jahr 2023 gründete er mit Mikail Adampour den Verlag Speil.

## Filmografie (Auswahl)
- 2018: Blank (Fernsehserie, 9 Folgen)
- 2019: Kommissar Wisting (Fernsehserie, 2 Folgen)
- 2020: Stjernestøv (Fernsehserie, 18 Folgen)
- 2021: Ulven
- 2022: Alt du elsker (Fernsehserie, 7 Folgen)
- 2022: Det som vil bli
- 2023: The Arctic Convoy – Todesfalle Eismeer (Konvoi)
- 2024: Tre menn til Vilma